# 马尔贡 (埃罗省)
马尔贡（法語：Margon，法語發音：[maʁɡɔ̃]）是法国埃罗省的一个市镇，位于该省中南部，属于贝济耶区。

## 地理
马尔贡（43°29'13"N, 3°18'25"E）面积4.47 平方千米，位于法国奧克西塔尼大區埃罗省，该省份为法国南部沿海省份，南濒地中海，西南接奥德省，西北接塔恩省和阿韦龙省，东北与加尔省接壤。
与马尔贡接壤的市镇（或旧市镇、城区）包括：阿贝扬、阿利尼昂迪旺、普佐勒、鲁让。

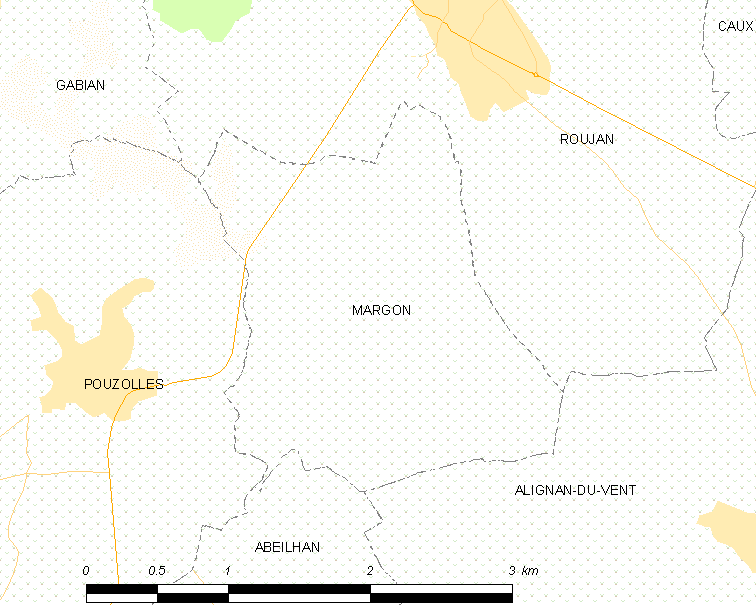
的OSM定位图

马尔贡的时区为UTC+01:00、UTC+02:00（夏令时）。

## 行政
马尔贡的邮政编码为34320，INSEE市镇编码为34149。

## 政治
马尔贡所属的省级选区为卡祖勒莱贝济耶县。

## 人口

1962-2008年间人口变化图示

马尔贡于2022年1月1日时的人口数量为775人。